# Cellule mioepiteliali
Le cellule mioepiteliali sono delle cellule tipiche degli epiteli ghiandolari, hanno dei vasti prolungamenti che circondano le cellule che formano l'adenomero di una tipica ghiandola merocrina o apocrina. Queste cellule sono definite mioepiteliali perché hanno la capacità di contrarsi e aiutare la "spremitura" del secreto, la loro azione è di notevole importanza in una secrezione mucosa e mista (più viscosa), mentre ha funzione ridotta in una secrezione di tipo sieroso in quanto ha già caratteristiche molto fluide e non necessita di particolari aiuti.
In particolare nella ghiandola mammaria queste cellule rivestono esternamente le cellule secernenti, e esse si attivano grazie all'ossitocina, un ormone prodotto dall'ipotalamo e secreto dalla neuroipofisi.